# HMCS Thetford Mines (K459)
«Тетфорд Майнз» (англ. HMCS Thetford Mines (K459) — військовий корабель, фрегат типу «Рівер» Королівського військово-морського флоту Канади за часів Другої світової війни.
Фрегат «Тетфорд Майнз» був закладений 7 липня 1943 року на верфі компанії Morton Engineering and Dry Dock Company у Квебеку. 30 жовтня 1943 року він був спущений на воду, а 24 травня 1944 року увійшов до складу Королівських ВМС Канади. 18 листопада 1945 року виведений до резерву. 1947 році розібраний на брухт.

## Історія служби
7 березня 1945 року «Тетфорд Майнз», діючи разом з фрегатами «Ла Гуллойз» і «Стратадам», потопив у протоці Святого Георга глибинними бомбами німецький підводний човен U-1302 з усіма членами екіпажу на борту.